# Basilogeus prasinus
Basilogeus prasinus is een keversoort uit de familie bastaardsnuitkevers (Nemonychidae). De wetenschappelijke naam van de soort werd in 1994 gepubliceerd door Guillermo Kuschel.